# Eesti Superkarikas 2022
La Eesti Superkarikas 2022 è stata la 27ª edizione della competizione, che si è svolta il 25 febbraio 2022 allo Sportland Arena di Tallinn tra il Levadia Tallinn, vincitore della Meistriliiga 2021 e della Coppa d'Estonia 2020-2021, e il Flora Tallinn, secondo classificato nella Meistriliiga 2021. Il Levadia Tallinn ha conquistato il trofeo per l'ottava volta nella sua storia.

## Tabellino
| Arbitro: | Kristo Külljastinen |

|                                              |                      |                             |
| Uggè Putinčanin Kirss Roosnupp Beglarishvili | Tiri di rigore 4 – 2 | Poom Koskor Alliku Lilander |